# Рождественка (Карасукский район)
Рождественка — упразднённый посёлок в Карасукском районе Новосибирской области. Располагался на территории современного Михайловского сельсовета. Точная дата упразднения не установлена.

## География
Располагался в 6 км к югу от села Михайловка.

## История
Основан в 1910 г. В 1928 г. посёлок Рождественский состоял из 59 хозяйств. В составе Крещенского сельсовета Ново-Алексеевского района Славгородского округа Сибирского края.

## Население
По переписи 1926 г. в посёлке проживало 277 человек (121 мужчина и 156 женщин), основное население — русские.